# Miliardy (seriál)
Miliardy (v anglickém originále Billions) je americký dramatický televizní seriál stanice Showtime. Jeho tvůrci jsou Brian Koppelman, David Levien a Andrew Ross Sorkin. Seriál měl premiéru 17. ledna 2016. Seriál je volně založen na aktivitách Preeta Bhararu, bývalého amerického zástupce pro jižní okres státu New York a jeho právních bojích s manažerem hedge fondu Steva Cohena ze S.A.C. Capital Advisors.
Druhá řada měla premiéru 17. února 2017. V březnu 2017 stanice Showtime obnovila seriál pro třetí řadu, která měla premiéru 25. března 2018. 26. dubna 2018 byl seriál prodloužen o čtvrtou řadu, která měla premiéru 17. března 2019. Dne 8. května 2019 byla stanicí objednána pátá řada, která měla premiéru 3. května 2020.
V Česku měl seriál premiéru 7. listopadu 2017 na stanici HBO 3.

## Obsazení

### Hlavní role
| Postava                     | Představitel       | Český dabing     | Popis | Řady            | Řady     | Řady     | Řady     | Řady     |
| Postava                     | Představitel       | Český dabing     | Popis | 1               | 2        | 3        | 4        | 5        |
| --------------------------- | ------------------ | ---------------- | --- | --------------- | -------- | -------- | -------- | -------- |
| Charles „Chuck“ Rhoades Jr. | Paul Giamatti      | Martin Zahálka   | americký zástupce pro jižní okres státu New York a později newyorský generální prokurátor | hlavní          | hlavní   | hlavní   | hlavní   | hlavní   |
| Robert „Bobby“ Axelrod      | Damian Lewis       | Marek Libert     | ambiciózní miliardář a manažer hedge fondu s názvem Axe Capital a absolvent univerzity Hofstra, který pochází ze skromné rodiny                                                                    | hlavní          | hlavní   | hlavní   | hlavní   | hlavní   |
| Wendy Rhoadesová            | Maggie Siff        | Lucie Juřičková  | psychiatrička a Chuckova manželka | hlavní          | hlavní   | hlavní   | hlavní   | hlavní   |
| Lara Axelrodová             | Malin Åkermanová   | René Slováčková  | manželka Bobbyho Axelroda, později ex-manželka a bývalá zdravotní sestra (má pořád profesionální licenci)                                                                                          | hlavní          | hlavní   | hlavní   | vedlejší | vedlejší |
| Bryan Connerty              | Toby Leonard Moore | Gustav Bubník    | Šéf pracovní skupiny pro cenné papíry a komodity pro jižní okres státu New York a Chuckův učeň na začátku seriálu; později nahradí Rhoadese jako americký zástupce pro jižní okres státu New York. | hlavní          | hlavní   | hlavní   | hlavní   | hlavní   |
| Mike „Wags“ Wagner          | David Costabile    | Marcel Vašinka   | provozní ředitel Axe Capital a Axelrodova pravá ruka | hlavní          | hlavní   | hlavní   | hlavní   | hlavní   |
| Kate Sackerová              | Condola Rashād     | Irena Máchová    | zástupkymě státního zástupce Spojených států v jižní části státu New York | hlavní          | hlavní   | hlavní   | hlavní   | hlavní   |
| Taylor Amber Mason          | Asia Kate Dillon   | Lucie Štěpánková | Nebinární analytik(čka) Axe Capital, který(á) se přiblíži k Axelrodu, stane se IT ředitelem(kou) Axe Capital a později založí hedge fond Taylor Mason Capital jako konkurenci pro Axe Capital.     | Does not appear | vedlejší | hlavní   | hlavní   | hlavní   |
| Charles Rhoades Sr.         | Jeffrey DeMunn     | Ladislav Županič | Chuckův otec | vedlejší        | vedlejší | hlavní   | hlavní   | hlavní   |
| „Dollar“ Bill Stern         | Kelly AuCoin       | bude oznámeno    | Portfolio manažer Axe Capital s extrémní loajalitou vůči Bobbymu Axelrodovi do té míry, že by riskoval obvinění, aby zachránil Axelroda. AuCoin ho označil za „nejlevnějšího milionáře v Americe“. | vedlejší        | vedlejší | vedlejší | hlavní   | hlavní   |

### Vedlejší role
- Dan Soder jako Dudley Mafee
- Malachi Weir jako Lonnie Watley
- Terry Kinney jako Hall
- Glenn Fleshler jako Orrin Bach
- Stephen Kunken jako Ari Spyros
- Nathan Darrow jako Mick Danzig
- Ben Shenkman jako Ira Schirmer
- Sam Gilroy jako Michael Dimonda, reportér Wall Street Journal
- Dennis Boutsikaris jako Kenneth Malverne
- Jerry O'Connell jako Steven Birch
- Christopher Denham jako Oliver Dake
- Daniel K. Isaac jako Ben Kim[16]
- Rob Morrow jako Adam DeGiulio
- Louis Cancelmi jako Victor Mateo
- Jack Gilpin jako Sean Ayles
- Arthur J. Nascarella jako Bruno Caparello

| - Susan Misner jako agentka Terri McCueová - Scott Cohen jako Pete Decker - Deborah Rush jako Ellen Rhoadesová - Melissa Errico jako June Raichleinová - Austin Pendleton jako Goose Quill - Christopher Paul Richards jako Dean Axelrod - Steven Pasquale jako Chase - Anthony Edwards jako soudce v důchodu Whit Wilcox | - Eric Bogosian jako Lawrence Boyd - Danny Strong jako Todd Krakow - David Strathairn jako "Black" Jack Foley - Mary-Louise Parkerová jako George Minchaková - Christopher Paul Richards jako Dean Axelrod - Richard Thomas jako Sanford Bensinger - Ritchie Coster jako Donald Thayer - James Wolk jako Craig Heidecker - Tammy Blanchard jako Melanie - Allan Havey jako Karl Allard | - Mike Birbiglia jako Oscar Langstraat - Clancy Brown jako Waylon 'Jock' Jeffcoat - Harris Yulin jako soudce Funt - John Malkovich jako Grigor Andolov, ruský miliardář - Sarah Stiles jako Bonnie Barella | - Nina Arianda jako Rebecca Cantu - Michael Rispoli jako Ritchie Sansome, kapitán policie, který obchoduje s Chuckem - Saul Rubinek jako Hap Halloran - Jade Eshete jako Lauren Turnerová - Samantha Mathis jako Sara Hammonová, provozní ředitelka Taylor Mason Capital - Kevin Pollak jako Douglas Mason, otec Taylor | - Julianna Margulies jako Catherine Brantová - Corey Stoll jako Michael Prince - Roma Maffia jako Mary Ann Grammová, okresní prokurátorka na Manhattanu - Daniel Breaker jako Scooter Dunbar - Frank Grillo jako Nico Tanner, moderní umělec - Rick Hoffman jako doktor Swerdlow |

## Řady a díly
| Řada | Díly | Premiéra v USA  | Premiéra v USA  | Premiéra v ČR     | Premiéra v ČR      |
| Řada | Díly | První díl       | Poslední díl    | První díl         | Poslední díl       |
| ---- | ---- | --------------- | --------------- | ----------------- | ------------------ |
| 1    | 12   | 17. ledna 2016  | 10. dubna 2016  | 7. listopadu 2017 | 12. prosince 2017  |
| 2    | 12   | 19. února 2017  | 7. května 2017  | 19. prosince 2017 | 23. ledna 2018     |
| 3    | 12   | 25. března 2018 | 10. června 2018 | 26. března 2018   | 11. června 2018    |
| 4    | 12   | 17. března 2019 | 9. června 2019  | 10. května 2019   | 19. července 2019  |
| 5    | 12   | 3. května 2020  | 3. října 2021   | 22. června 2020   | 26. listopadu 2021 |
| 6    | 12   | 23. ledna 2022  | bude oznámeno   | bude oznámeno     | bude oznámeno      |

## Produkce

### Vývoj
V březnu 2015 stanice Showtime objednala prvních 12 dílů seriálu, který měl premiéru 17. ledna 2017. 26. ledna 2016 byl seriál prodloužen o druhou řadu, která měla premiéru 19. února 2017.
Stanice Showtime v dubnu 2017 potvrdila, že herečka Asia Kate Dillon získala hlavní roli v třetí řade seriálu. Miliardy je první americký televizní seriál, který má nebinární postavu.

### Vysílání
Pilotní díl měl v USA premiéru 1. ledna 2016 prostřednictvím VOD a v Kanadě prostřednictvím CraveTV. V Austrálii měl seriál premiéru 27. ledna 2017 na stanici Stan a v Kanadě 17. ledna 2016, společně s americkou premiérou, na stanici The Movie Network.